# Zanclea exposita
Zanclea exposita är en nässeldjursart som beskrevs av Puce et al. 2002. Zanclea exposita ingår i släktet Zanclea och familjen Zancleidae. Inga underarter finns listade i Catalogue of Life.